# Kinkell Castle

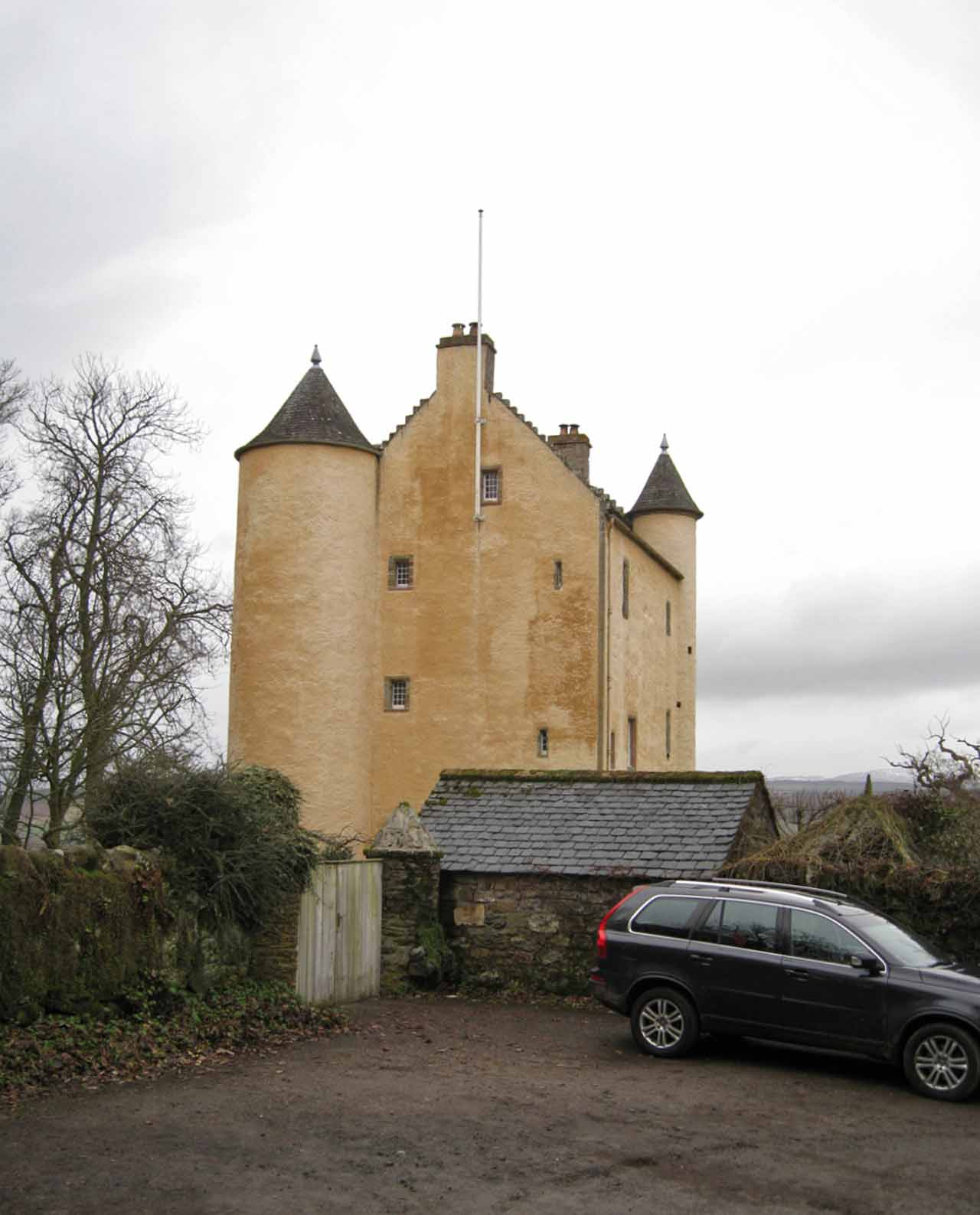
Kinkell Castle

Kinkell Castle ist ein Tower House nahe der schottischen Ortschaft Conon Bridge in der Council Area Highland. Das Bauwerk wurde 1971 in die schottischen Denkmallisten in der höchsten Denkmalkategorie A aufgenommen.

## Geschichte
1582 erwarb John Roy Mackenzie das Gut Kinkell von Hugh Fraser of Guisachan. König Jakob I. bestätigte den Vertrag im Folgejahr. Die MacKenzies of Gairloch ließen dort 1594 das Tower House Kinkell Castle errichten. Die Jahresangabe auf einer Platte im Kamin der Halle belegt das Baujahr. 1969 wurde das Tower House durch Gerald Laing restauriert, wobei auch ein neuerer Anbau abgebrochen wurde. Zwischenzeitlich war der leerstehende Wehrturm als Bauernhaus genutzt worden.

## Beschreibung
Kinkell Castle steht wenige hundert Meter südlich von Conon Bridge abseits der A835 auf der Halbinsel Black Isle. Das dreigeschossige Tower House weist einen Z-förmigen Grundriss auf. Seine Fassaden sind mit Harl verputzt, wobei Natursteineinfassungen abgesetzt sind. Aus der Südwestkante tritt ein gerundeter Treppenturm heraus. Er ist etwas höher als der Turm, der an der diagonal gegenüberliegenden Kante im ersten Obergeschoss auskragt. Die südwestexponierte Hauptfassade von Kinkell Castle ist drei Achsen weit, wobei im Erdgeschoss das mittlere Fenster ausgelassen wurde. Die Nordostfassade ist hingegen asymmetrisch aufgebaut und im ersten Obergeschoss  mit zwei Schießscharten ausgeführt. Weitere Schießscharten finden sich im Erdgeschoss. Die Eingangstüre ist in dessen Innenwinkel in den Fuß des Treppenturms eingelassen. Das abschließende Satteldach ist schiefergedeckt und mit Staffelgiebeln ausgeführt. Die drei Dachgaube sind modern.